# Larsa

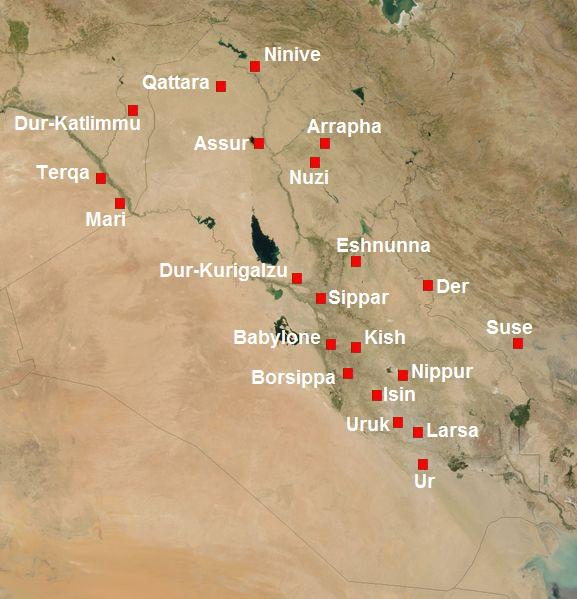
Mapa południowej Mezopotamii z zaznaczonym miastem Larsa

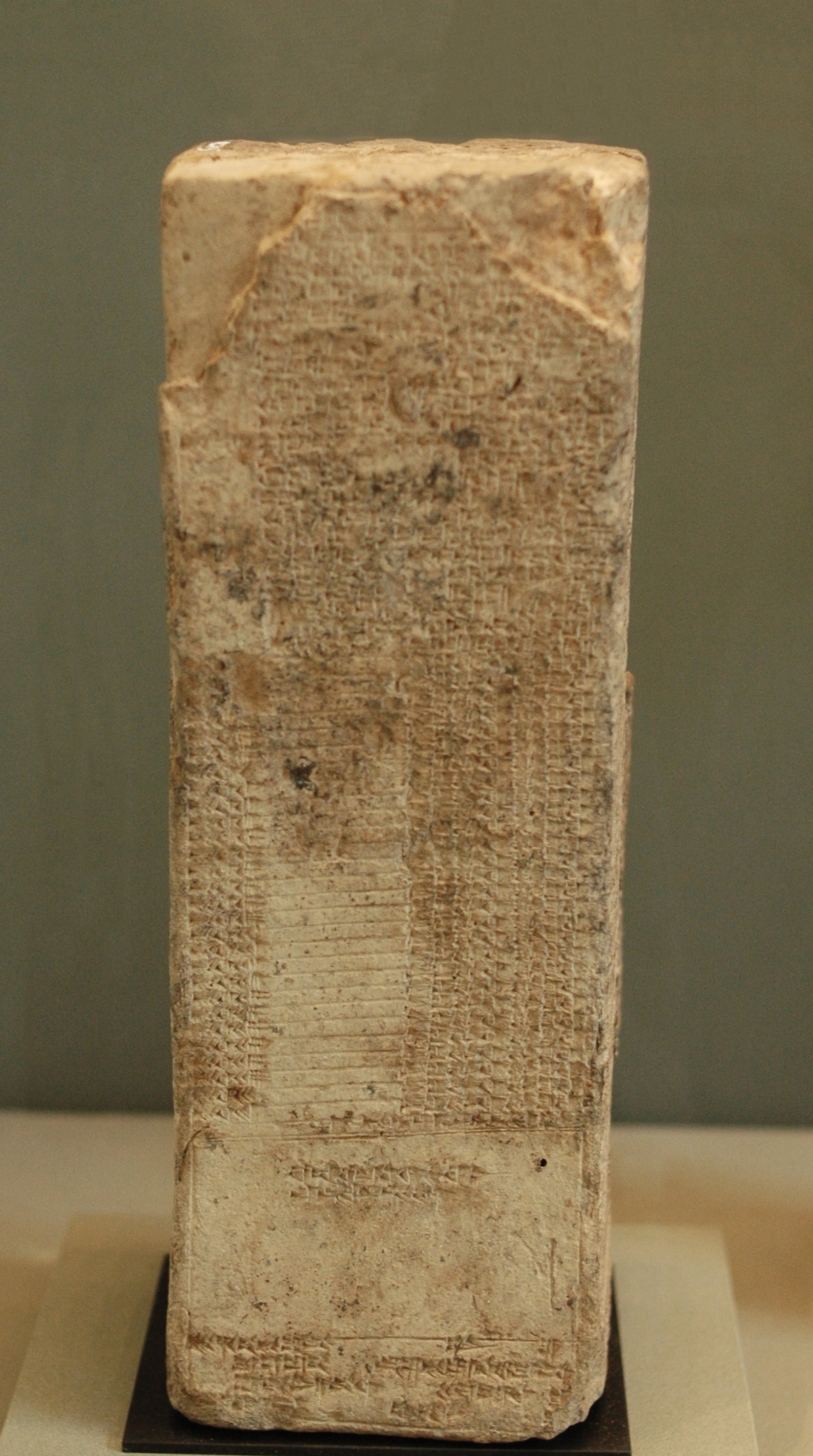
Lista Królów Larsy, terakota, zbiory Luwru (AO 7025)

Larsa (być może biblijne Ellasar, Genesis 14:1) – starożytne miasto-państwo w południowej Mezopotamii, obecnie stanowisko archeologiczne Tell Senkereh w Iraku.

## Historia
W XXI w. p.n.e. Larsa wchodziła w skład imperium III dynastii z Ur. Wraz z jego upadkiem władzę przejął w niej ok. 2025 r. p.n.e. niejaki Naplanum – wódz jednego z plemion koczowniczych Amorytów. Między Larsą a sąsiednim królestwem Isin trwały walki o panowanie nad całym Sumerem i Akadem. Piąty władca Larsy, Gungunum (1932–1906 p.n.e.) zajął Ur oraz inne miasta: Der, Lagasz, Uruk i elamicką Suzę. Dzięki tym zdobyczom terytorialnym królestwo zyskało dostęp do Morza Dolnego (Zatoki Perskiej), osłabiając jednocześnie Isin. Jeden z kolejnych władców, Sumu-El (1894–1865 p.n.e.) dociera w swoich podbojach do Kisz i Kazallum na północy, a panujący w latach 1849–1842 p.n.e. Sin-iddinam na krótko podbija nawet rejon rzeki Dijali i wyprawia się w górę Tygrysu aż po Aszur. Potem nastąpił szybki rozpad państwa i w konsekwencji utrata większości zdobyczy, zaś w samej Larsie w 1834 p.n.e. królewska władza wpadła w dość niejasnych okolicznościach w ręce niejakiego Kudur-Mabuka, wodza koczowniczego plemienia Emutbal (Jamutbal) zamieszkującego ziemie między Tygrysem a górami Zagros. Pozostając cały czas koregentem, Kudur-Mabuk wprowadza na tron dwóch swoich synów: Warad-Sina (1834–1822 p.n.e.) i Rim-Sina I (1822–1763 p.n.e.), Pod ich panowaniem królestwo bardzo się rozwinęło, min. wzniesiono nowe mury obronne w mieście Ur, przekopano kanał z Lagasz do morza i pogłębiono inne. W roku 1793 p.n.e. Rim-Sin I pokonał króla Damiq-iliszu i tym samym zdobył Isin, jednocząc Dolną Mezopotamię. W 1763 p.n.e. Larsę zdobył król Babilonu, Hammurabi i uzależnił ją od swego królestwa.
Boskim patronem Larsy był bóg słońca Utu. 
W 1933 Andre Parrot, francuski archeolog, w miejscu istnienia starożytnej Larsy rozpoczął wykopaliska archeologiczne, które są nadal prowadzone przez francuską misję archeologiczną. Najpoważniejszymi znaleziskami było odkrycie pałacu króla Nur-Adada i ziggurat boga Szamasza.

## Lista królów Larsy
(lata panowania według chronologii średniej)
- Naplanum (2025-2005 p.n.e.)
- Emisum (2004–1976 p.n.e.)
- Samum (1976–1941 p.n.e.)
- Zabaja (1941–1932 p.n.e.)
- Gungunum (1932–1906 p.n.e.)
- Abi-sare (1905–1895 p.n.e.)
- Sumu-El (1894–1865 p.n.e.)
- Nur-Adad (1865–1850 p.n.e.)
- Sin-iddinam (1849–1842 p.n.e.)
- Sin-eribam (1842–1840 p.n.e.)
- Sin-iqiszam (1840–1835 p.n.e.)
- Silli-Adad (1835–1834 p.n.e.)
- Warad-Sin (1834–1822 p.n.e.)
- Rim-Sin I (1822–1763 p.n.e.)
- Rim-Sin II (ok. 1740 r. p.n.e.)